# Struthanthus phaneroneurus
Struthanthus phaneroneurus là một loài thực vật có hoa trong họ Loranthaceae. Loài này được Standl. miêu tả khoa học đầu tiên năm 1940.